# Kostel svatého Václava (Kostelní Myslová)
Kostel svatého Václava v Kostelní Myslové patří k nejstarším na Telčsku – první zmínka o něm je datována již rokem 1253. Tehdy nad ním převzal patronát premonstrátský řád z kláštera Geras v Rakousku. 
Na konci 15. století získala stavba pozdně gotický presbytář, v první polovině 16. století přibyla mohutná západní věž. V jejím schodišti byly použity fragmenty románského ostění. Vzhled kostela se výrazně proměnil v roce 1795. Tehdy větší část bočních stěn lodi nahradily pilíře, které od ní oddělily pozdně barokní boční kaple.
V roce 1785 byla jižně od kostela vybudována fara, v jejíž blízkosti stojí památkově chráněná litinová socha Vítězného Krista, vyrobená v někdejších železárnách v Dolním Bolíkově. 
Současný vzhled kostela pochází z roku 1795. V roce 2000 prošel rekonstrukcí. Kostel a částečně i fara jsou chráněny jako kulturní památka.

## Zvony
V roce 1942 byly pro válečné účely kostelu zrekvírovány 4 zvony – největší byl Sv. Václav o váze 527 kg, dále Sv. Cyril a Metoděj, Sv. Panna Maria a umíráček. Na věži tak zůstal jen historický zvon sv. Vendelín z r. 1613.

## Bohoslužby
Bohoslužba se v kostele koná každou neděli v 10.30.